# 烏曼卡河

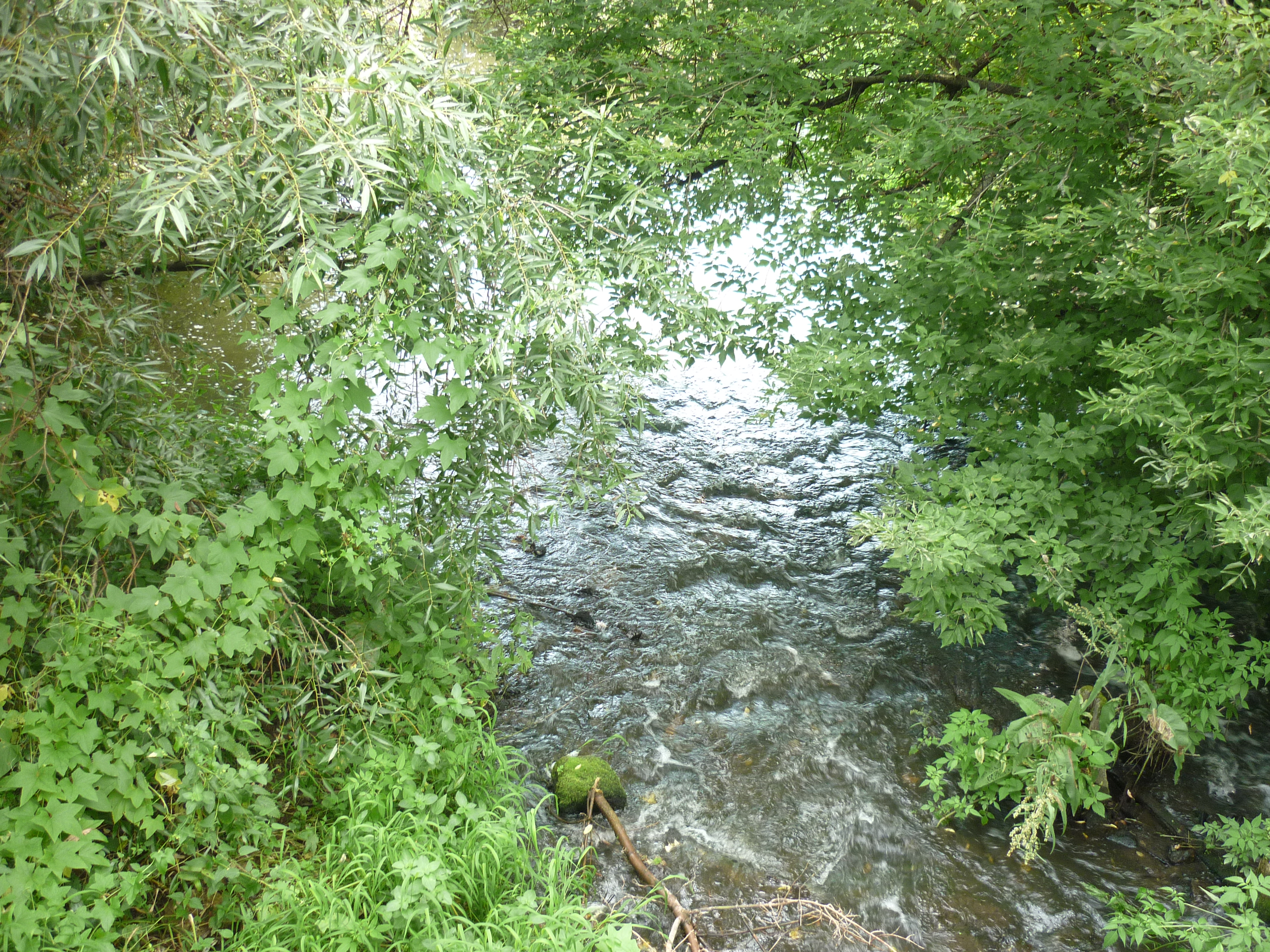

烏曼卡河（烏克蘭語：Уманка），是烏克蘭的河流，位於該國中部，屬於亞特蘭河的左支流，流經切爾卡瑟州，河道全長43公里，流域面積411平方公里，河畔城鎮有韋爾赫尼亞奇卡。